# Allophylus scandens
Allophylus scandens là một loài thực vật có hoa trong họ Bồ hòn. Loài này được Ridl. mô tả khoa học đầu tiên năm 1917.